# Allogalumna margaritifera
Allogalumna margaritifera är en kvalsterart som beskrevs av Balogh 1960. Allogalumna margaritifera ingår i släktet Allogalumna och familjen Galumnidae. Inga underarter finns listade i Catalogue of Life.